# Шлях Драконів (Краків)
Шлях Драконів (пол. Smoczy szlak)– туристична стежка в Кракові, створена з ініціативи краків’ян, які подали ідею, а потім проголосували за неї в Громадському бюджеті міста Кракова. Перші статуетки створили краківські художники: Анджей Млечко та Едвард Лучин. Виконанням керував проф. Ян Тутай та доктор Яцек Дудек з факультету скульптури Академії образотворчого мистецтва в Кракові . До знаменитої статуї Вавельського дракона (пол. Smok Wawelski) приєдналися нові дракони. Пам'ятки підібрані тематично відповідно до місця розташування, наприклад, Дракон Доктор (Smok Lekarz) перед лікарнею, Дракон Кінорежисер (Smok Filmowiec) перед кінотеатром.

## Історія встановлення пам'яток
Першим, хто приєднався до Вавельського дракона (пол. Smok Wawelski), був Дракон Геодезист (пол. Smok Geodeta). Він розташувався у початковій школі № 29 на Ал. Дембовський. Місце було обрано на Краківському меридіані. У церемонії взяли участь, серед інших: Анджей Куліг, віце-мер Кракова, Маріуш Меус, краківський геодезист, промоутер Краківського меридіану, Анна Якубяк, ініціатор проекту «Дракон на кожному кроці» .
Наступні фігурки були виготовлені та знаходяться на складі в очікуванні збірки на місці. Це Smok Sportowiec, Smok z literą „K”, Smok z metrem, Smok Astronom, Smok Fotograf, Smok Lekarz, Smok Żołnierz CK, Smok Emausowy, Smok Lajkonik, Smok Romantyk .
Торговий центр Галерея Казімеж (Galeria Kazimierz) спонсорувала Дракон Казімерж (Smok Kazimierz) з закупами. Відкриття 11 червня 2024 року здійснив автор проекту Анджей Млечко .

## Список пам'яток
| Назва                                   | Проєкт           | Локалізація | Рік відкриття | Зображення |
| --------------------------------------- | ---------------- | --- | ------------- | ---------- |
| Вавельський Дракон (пол. Smok Wawelski) | Броніслав Хромий | у підніжжя Вавелю 50°03′11″ пн. ш. 19°56′01″ сх. д. / 50.0530165° пн. ш. 19.9335881° сх. д.                                                                                              | 1972          |            |
| Smok Filmowiec                          |                  | Aleja Krasińskiego 34 50°03′30″ пн. ш. 19°55′31″ сх. д. / 50.0582150° пн. ш. 19.9252447° сх. д.                                                                                          | 2023          |            |
| Smok Geodeta                            |                  | Aleja Dembowskiego 50°02′30″ пн. ш. 19°57′17″ сх. д. / 50.0417562° пн. ш. 19.9548549° сх. д.                                                                                             | 2023          |            |
| Smok Malarz                             |                  | Площа Теодора Аксентовича (Краків) 50°04′18″ пн. ш. 19°55′35″ сх. д. / 50.0715359° пн. ш. 19.9262653° сх. д.                                                                             | 2023          |            |
| Smok Turysta                            |                  | вул.Паркова при вході до парку Беднарського (Подґуже) 50°02′32″ пн. ш. 19°57′04″ сх. д. / 50.0421322° пн. ш. 19.9512055° сх. д.                                                          | 2023          |            |
| Smok Wodny                              |                  | Площа на Гроблах 50°03′20″ пн. ш. 19°55′54″ сх. д. / 50.0554677° пн. ш. 19.9317489° сх. д.                                                                                               | 2023          |            |
| Smok z latawcem                         |                  | Парк імені Генрика Йордана (Краків) 50°03′38″ пн. ш. 19°55′04″ сх. д. / 50.0605520° пн. ш. 19.9178842° сх. д.                                                                            | 2023          |            |
| Smok z mapą                             |                  | Парк імені Марека Ґрехути (Краків) 50°04′08″ пн. ш. 19°55′31″ сх. д. / 50.0690182° пн. ш. 19.9252426° сх. д.                                                                             | 2023          |            |
| Smok Kazimierz                          | Andrzej Mleczko  | ul. Podgórska 34 50°03′10″ пн. ш. 19°57′17″ сх. д. / 50.0527618° пн. ш. 19.9547761° сх. д.                                                                                               | 2024          |            |
| Smok Sportowiec                         |                  | Вулиця Маршала Юзефа Пілсудського (Краків), сквер Zbigniewa Brzezińskiego, навпроти будинку TG „Sokoł” 50°03′34″ пн. ш. 19°55′36″ сх. д. / 50.059381° пн. ш. 19.926694° сх. д.           | 2024          |            |
| Smok z literą „K”                       |                  | сквер на стику ul. Krakowskiej та ul. Rybaki 50°02′46″ пн. ш. 19°56′39″ сх. д. / 50.046116° пн. ш. 19.944161° сх. д.                                                                     | 2024          |            |
| Smok z metrem                           |                  | вул.Миколая Коперника при костелі Св.Миколая 50°03′40″ пн. ш. 19°56′50″ сх. д. / 50.061134° пн. ш. 19.947229° сх. д.                                                                     | 2024          |            |
| Smok Astronom                           |                  | вул.Миколая Коперника 50, навпроти входу до ботанічного саду 50°03′51″ пн. ш. 19°57′21″ сх. д. / 50.064095° пн. ш. 19.955834° сх. д.                                                     | 2024          |            |
| Smok Fotograf                           |                  | вул.Раковіцка 22A, при вході до Музею Фотографії 50°04′13″ пн. ш. 19°57′14″ сх. д. / 50.070338° пн. ш. 19.953859° сх. д.                                                                 | 2024          |            |
| Smok Lekarz                             |                  | вул.Миколая Коперника 40, перед входом до 1-го відділення та клініки хірургії колишньої університетської лікарні 50°03′48″ пн. ш. 19°57′08″ сх. д. / 50.063221° пн. ш. 19.952255° сх. д. | 2024          |            |
| Smok Żołnierz CK                        |                  | рондо Могільське, при Бастіоні V Любіч 50°03′57″ пн. ш. 19°57′33″ сх. д. / 50.065941° пн. ш. 19.959176° сх. д.                                                                           | 2024          |            |
| Smok Emausowy                           |                  | у Сквері Jerzego Nowosielskiego 50°03′10″ пн. ш. 19°54′56″ сх. д. / 50.052672° пн. ш. 19.915458° сх. д.                                                                                  | 2024          |            |
| Smok Lajkonik                           |                  | у Сквері Konika Zwierzynieckiego 50°03′17″ пн. ш. 19°55′37″ сх. д. / 50.054661° пн. ш. 19.926957° сх. д.                                                                                 | 2024          |            |
| Smok Romantyk                           |                  | при Пішохідний міст отця Бернатка з сторони Подґуже (Краків) 50°02′46″ пн. ш. 19°56′53″ сх. д. / 50.046058° пн. ш. 19.948162° сх. д.                                                     | 2024          |            |
| Smok w Towarzystwie Zwierząt            | Andrzej Mleczko  | при головному вході до зоопарку 50°03′18″ пн. ш. 19°51′15″ сх. д. / 50.0550047° пн. ш. 19.8541248° сх. д.                                                                                | 2024          |            |
| Smok Zjeżdżający z Górki                |                  | у сквері Heleny i Romana Husarskich 50°02′51″ пн. ш. 19°52′17″ сх. д. / 50.0475160° пн. ш. 19.8713117° сх. д.                                                                            | 2024          |            |
| Smok Śpiewak                            |                  | у Сквері Olgi Jackowskiej ,,Kory" 50°03′23″ пн. ш. 19°55′01″ сх. д. / 50.0564426° пн. ш. 19.9168349° сх. д.                                                                              | 2024          |            |
| Smoczyca przekupka                      |                  | на рогу Площа на Ставах 50°03′19″ пн. ш. 19°55′16″ сх. д. / 50.0551639° пн. ш. 19.9210363° сх. д.                                                                                        | 2024          |            |

## Див.також
- Вавельський дракон (скульптура)
- Вавельський дракон